# إدي سيدجويك
إدي سيدجويك (بالإنجليزية: Edie Sedgwick) هي نجمة اجتماعية وفنانة وعارضة وممثلة أمريكية، ولدت في 20 أبريل 1943 بسانتا باربارا في الولايات المتحدة، وتوفيت بنفس المكان في 16 نوفمبر 1971 بسبب جرعة زائدة.

## وصلات خارجية
- إدي سيدجويك على موقع IMDb (الإنجليزية)
- إدي سيدجويك على موقع الموسوعة البريطانية (الإنجليزية)
- إدي سيدجويك على موقع ألو سيني (الفرنسية)
- إدي سيدجويك على موقع أول موفي (الإنجليزية)
- إدي سيدجويك على موقع إن إن دي بي (الإنجليزية)
- إدي سيدجويك على موقع قاعدة بيانات الفيلم (الإنجليزية)
- إدي سيدجويك على موقع كينوبويسك (الروسية)